# Bigote

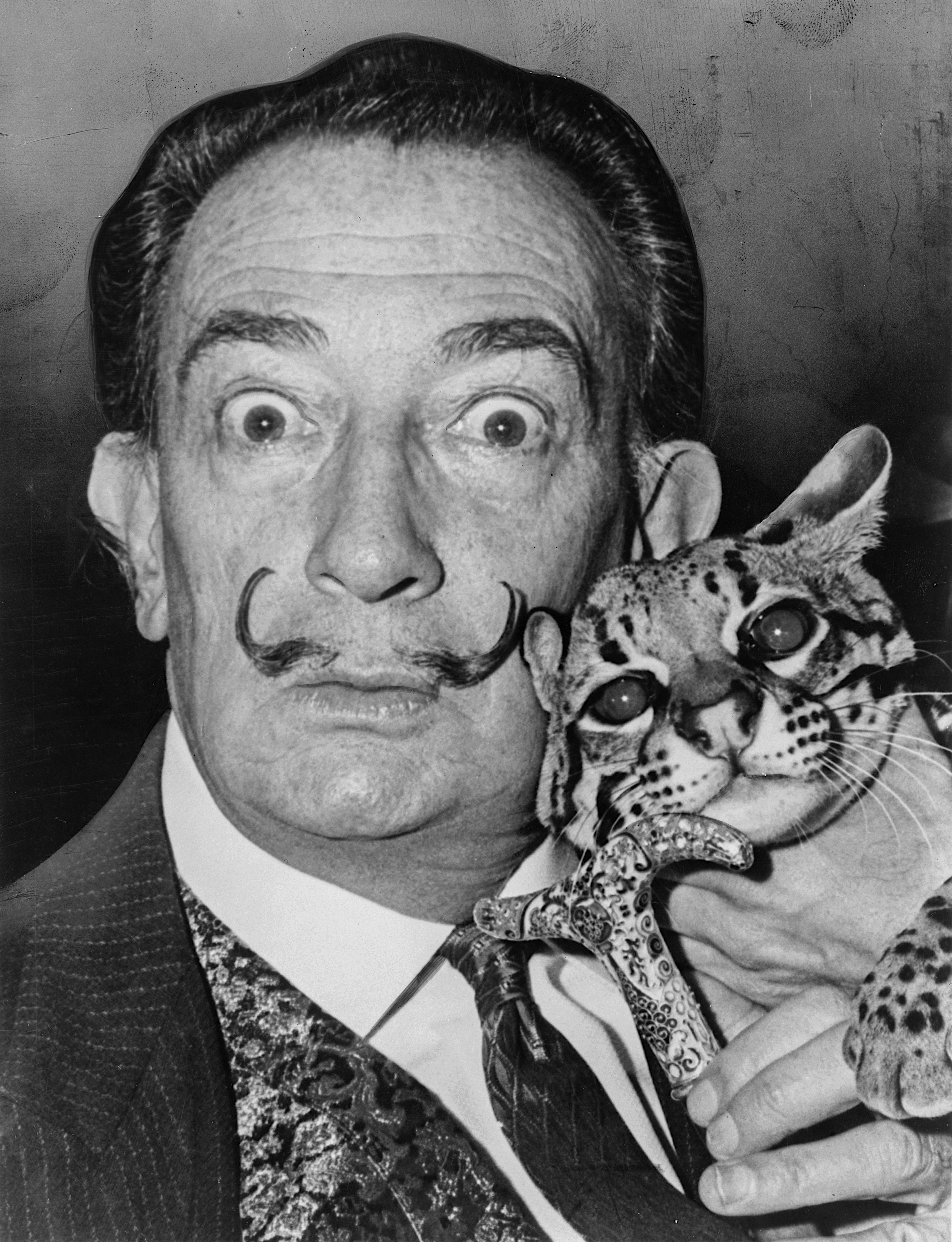
Bigote de Salvador Dalí, seña de identidad del artista. Uno de los bigotes más famosos de la historia.

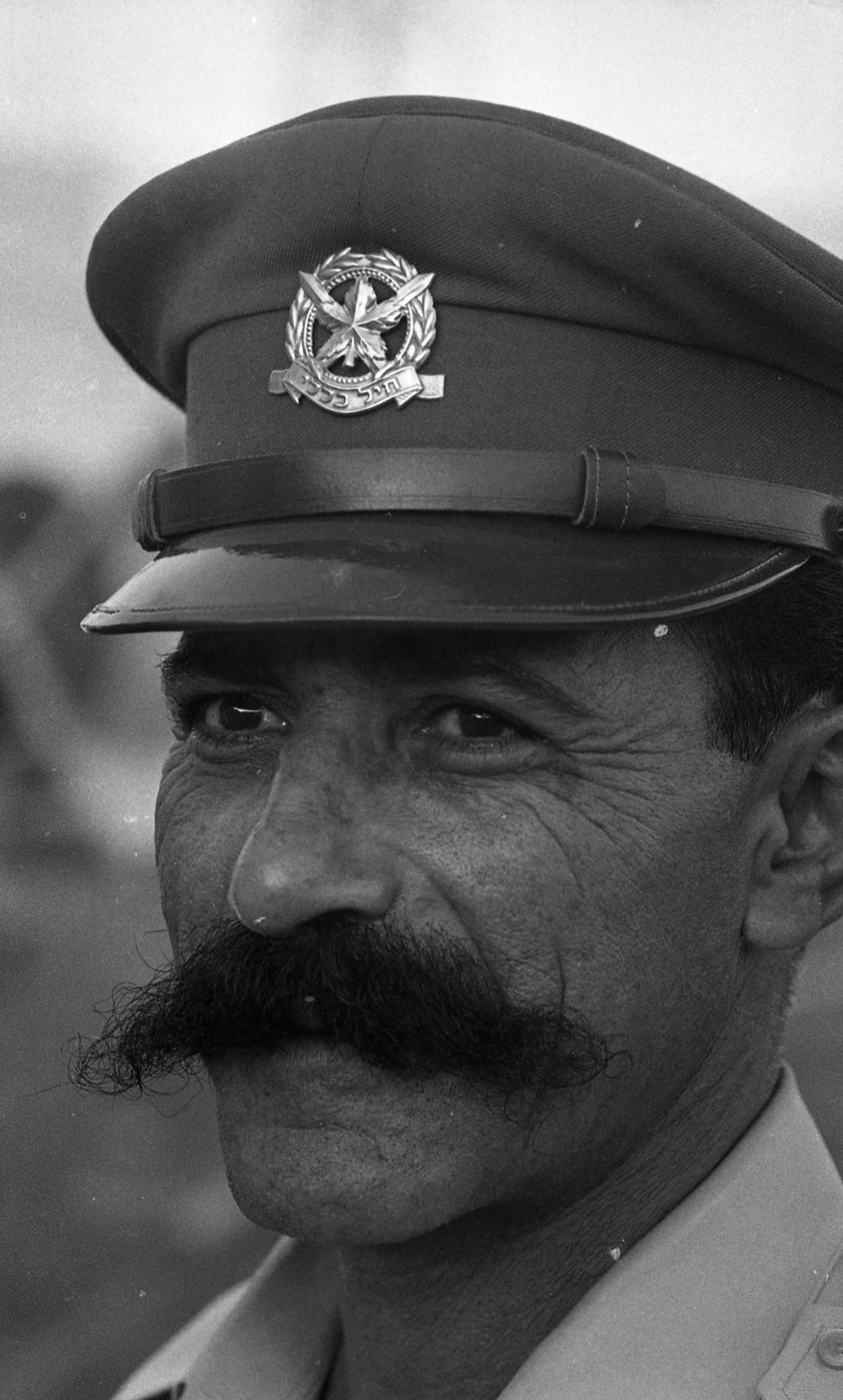
Policía con bigote, Israel 1969

En el ser humano, se llama bigote o mostacho (este último considerado generalmente cuando se trata de un bigote grande y espeso, equivalente al aumentativo «bigotazo»), al pelo que crece en la región de la cara comprendida entre el límite inferior de la nariz y el labio superior. Este vello facial verdaderamente es conspicuo en los hombres adultos, así como también lo suele ser la barba.
Este pelo que crece en la cara tanto de varones como en hembras (aunque generalmente con menor densidad, longitud y grosor en estas últimas) puede ir acompañado de barba y/o patillas  según las preferencias de la persona. En algunos casos sirve para cubrir defectos en la piel o cicatrices, o utilizarse simplemente como adorno o según la moda. Suele ser necesario cuidarlo y recortarlo regularmente.
Si bien se emplea en singular (el bigote), está extendido asimismo emplear el término en plural (los bigotes). Aquel que tiene bigote se denomina «bigotudo» o «abigotado».
También se denomina «bigote» al conjunto de pelos largos que nacen a ambos lados de la boca de algunos animales no humanos.

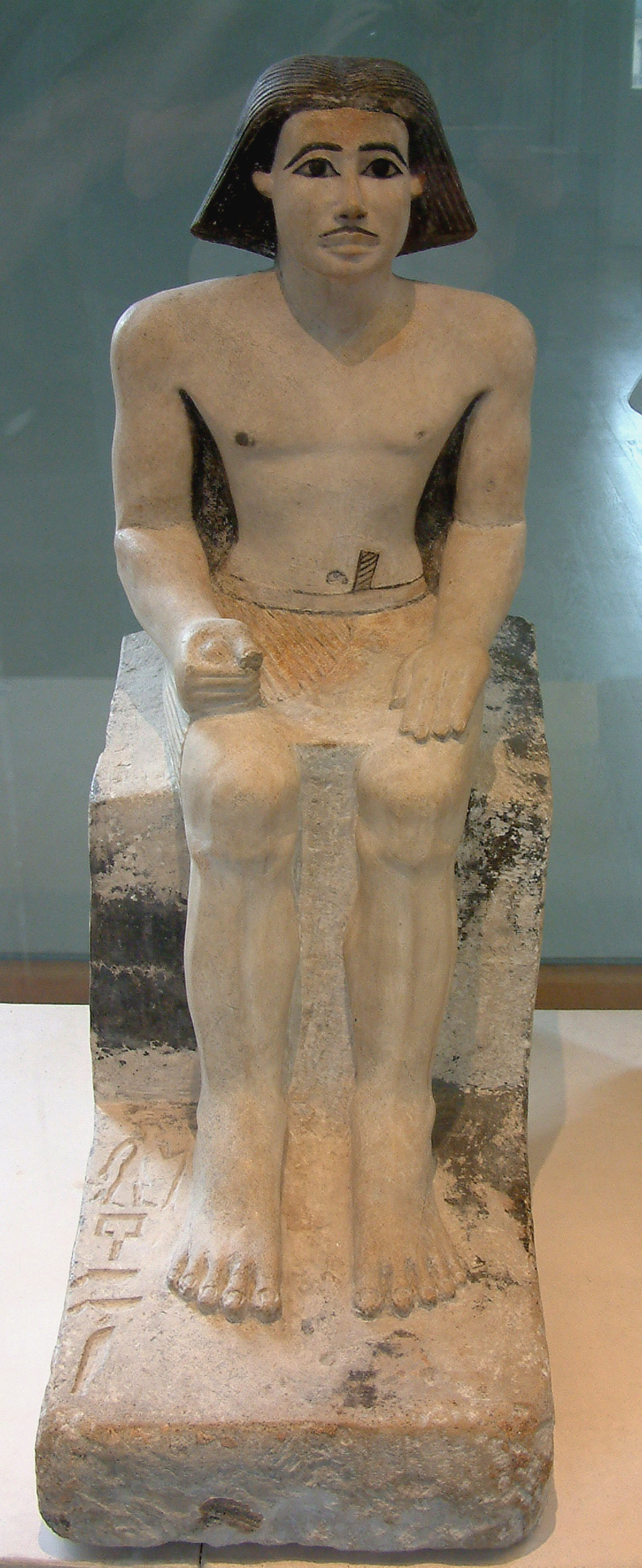
El mayordomo Keti, quien vivió durante la dinastía VI del Egipto antiguo, es una de las representaciones más antiguas de un personaje adornado con un bigote. Museo del Louvre.

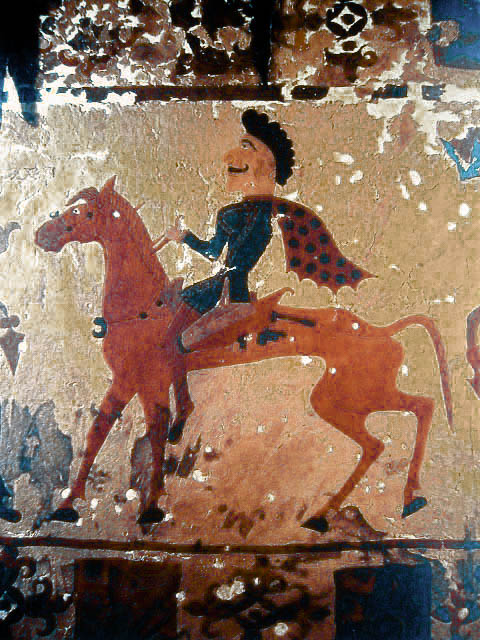
Jinete Pazyryk (Siberia), datado c. 300 a. C.

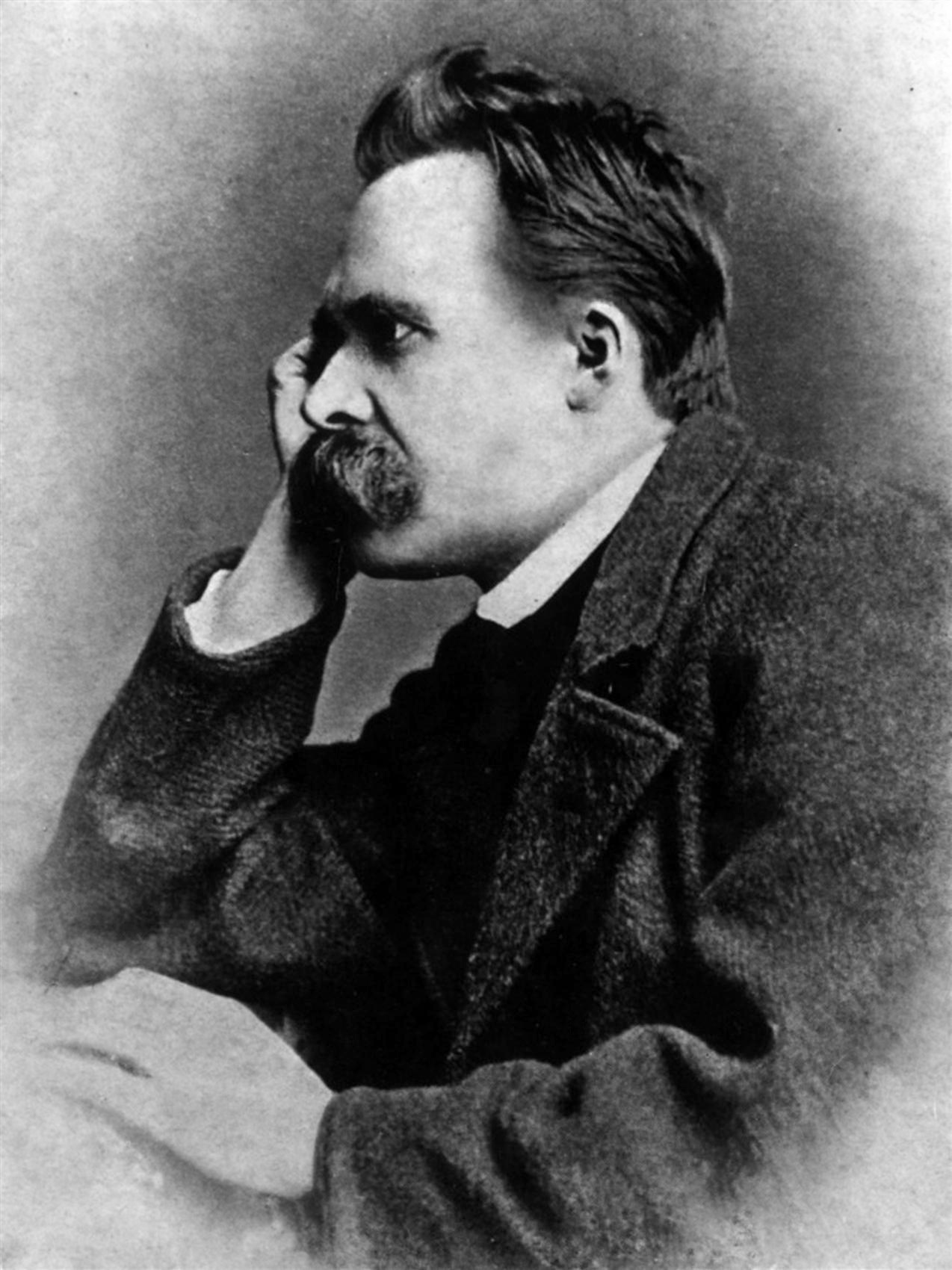
Nietzsche, en 1882.

## Etimología
Su nombre quizás proviene del vocablo alemán «bei Gott» traducido como «¡Por Dios!», un juramento que hacían los soldados alemanes de Carlos V, mientras se llevaban la mano a la zona facial comprendida entre el labio superior y el corte de la nariz. Según el diccionario Crítico-etimológico de Joan Corominas, existía "la costumbre extendida en toda Europa de blasfemar durante el siglo XV. Parece ser que los españoles relacionaron, a través de una metonimia, la blasfemia que proferían los barbados bajosajones al beber cerveza: «Bi God», 'Por Dios', con los mostachos mojados de los mencionados tudescos".
El bigote, normalmente es mucho más fino que el mostacho, que se define como un bigote grueso, y que, sin embargo, deriva del vocablo italiano «mostaccio».

## Historia
El bigote  a  través de la historia ha sido considerado símbolo de hombría y virilidad, pero también es indicativo de clase, sabiduría, autoridad o poder según el momento y la sociedad donde se le ubique.
El rasurado con cuchillas de piedra era técnicamente posible desde el Neolítico, aunque una de las representaciones más antiguas mostrando a un varón afeitado y con bigote es la del mayordomo Keti, que vivió durante la dinastía VI del antiguo Egipto (tercer milenio a. C.).
Estuvo de moda siglos atrás en los ejércitos de numerosas naciones, con gran variedad de estilos. En general, los hombres jóvenes y los de grados inferiores llevaban pequeños y menos elaborados bigotes; los oficiales de alta graduación y los veteranos portaban espesos mostachos. En algunos países fue obligatorio, para los soldados, dejar crecer el bigote. El ejército británico, por ejemplo, prohibió el rasurado del labio superior, en todos los grados, desde el siglo XIX hasta que el reglamento fue abolido mediante una Orden del ejército de 6 de octubre de 1916.[cita requerida]
La artista Frida Kahlo se pintó con bigote y uniceja. Esta imagen transgresora fue utilizada por algunos surrealistas en las artes. 
En los años 1920, fue típico el estilo masculino de vestimenta negra, sombrero, bigote y monóculo.

## El bigote en la juventud actual
En África, norte de Latinoamérica, Oriente Medio y en países de Asia como India o Pakistán, el bigote es una norma casi de seguimiento de padres a hijos. México está viviendo una moda del bigote con barberías especializadas en el tema por todo el país.
En Estados Unidos el bigote se redujo en los primeros años del siglo XXI, hasta que se produjo una pequeña revolución involuntaria por parte de actores de Hollywood que debían de interpretar unas cuantas películas con bigote y a la que se sumaron centenares de universitarios del país. Esto también provocó una mayor aceptación del bigote en el resto del mundo. También hay que tener en cuenta un documental del director Jay Della Valles, que reflejaba el modo de vida de los veinteañeros con bigote, y en el que estos afirmaban que no lucir ese pelo los hacía sentirse desnudos y menos atractivos. En el documental también se habla con jóvenes policías y bomberos que dicen encontrar más respeto de sus conciudadanos cuando lo llevan. 
Mientras, en Europa la moda vuelve a traer el bigote. En Alemania recupera su toque setentero y se acerca como un complemento más sexy, en Italia y Europa Oriental es fino y poco poblado, siendo estilizado por su moda al vestir. En España, Francia y Portugal se estila grande y ancho a lo revolucionario, aunque también hay jóvenes que le añaden perilla.
En los últimos años, se ha usado el mostacho como símbolo de moda. Muchas personas alrededor del mundo utilizan accesorios, ropa con dibujos de estos bigotes, y hasta se usan «mostachos falsos» para ponerse sobre los labios. La gente se fotografía con estos, y populariza cada vez más este fenómeno tan peculiar de «fiebre al vello facial». Se han organizado «clubes de fans» y «seguidores del mostacho», y, cada vez, aumenta el número de adolescentes y artistas que se suman a este «divertido arte del mostacho».
Los famosos que han marcado esta moda son Victoria Justice, el dueto Sofía & Camila, entre otros amantes del «fenómeno peludo». Es común compartir en las redes sociales imágenes, textos y fotos de estos «bigotes poblados» (mostachos) y se comercializan con notable éxito objetos con este símbolo.
Se ha vuelto muy popular que los hombres utilicen el bigote según la forma de su rostro. Esto es para sacar provecho de sus ángulos faciales de tal forma que logren verse más atractivos. La virilidad de un hombre con bigote marca tendencia en la actualidad y ayuda a definir la personalidad según el tipo de bigote que decida usar un varón. Así, la personalidad y la apariencia de un hombre puede verse definida por un elemento tal como el bigote.

## Estilos
A continuación, se enumeran algunos estilos de bigote: 
- Mosquetero: Es fino, para lo cual se rasura el vello bajo la nariz, de modo que crezca solamente un poco arriba del labio superior. Este tipo de bigote tiene su origen en Francia. Según la apariencia y personalidad de quien lo lleva, confiere un gesto adusto y también un toque aristocrático y de autoridad. En la actualidad es llevado por el famoso actor estadounidense Burt Reynolds.
- Revolucionario: Es amplio, grueso y sobrepasa las comisuras de los labios. Es un buen camuflaje para los hombres de boca chica. Es muy abundante y con volumen. Algunos de los políticos que prefieren este estilo son el mexicano Porfirio Díaz, así como el español Carod Rovira de ERC y el expresidente chileno Ramón Barros Luco.
- Corto: Es más angosto que las comisuras de los labios y con él se corre el riesgo de que parezca más chica la boca. Tiene que recortarse a diario, para que no pierda la forma. Un ejemplo típico es José María Aznar, quien fuera presidente del gobierno español, así como el entrenador de fútbol Bernd Schuster.

En los Campeonatos del Mundo de Barbas y Bigotes de 2007 (World Beard and Moustache Championships) se estableció la siguiente clasificación de seis estilos o tipos de bigote:
- Dalí: delgado con puntas largas hacia arriba, rectas o curvas. Las partes cercanas a las comisuras están rasuradas.
- Húngaro: grande y poblado con los pelos extendidos hacia los lados.
- Sesentero: muy delgado y como de pincelada en dos segmentos.
- Imperial: parecido al inglés pero con puntas arqueadas hacia arriba.
- Inglés: relativamente delgado, de pelos muy largos extendidos hacia los lados. Se suelen rasurar los pelos que crecen después de las comisuras.
- Natural: no excede más de 1'5 cm por encima del labio superior (se le puede dar forma pero sin fijador).
- Estilo libre: todos los demás.

Por otro lado, se le llama bozo al bigote ralo que comienza a asomar en el labio superior de los adolescentes.

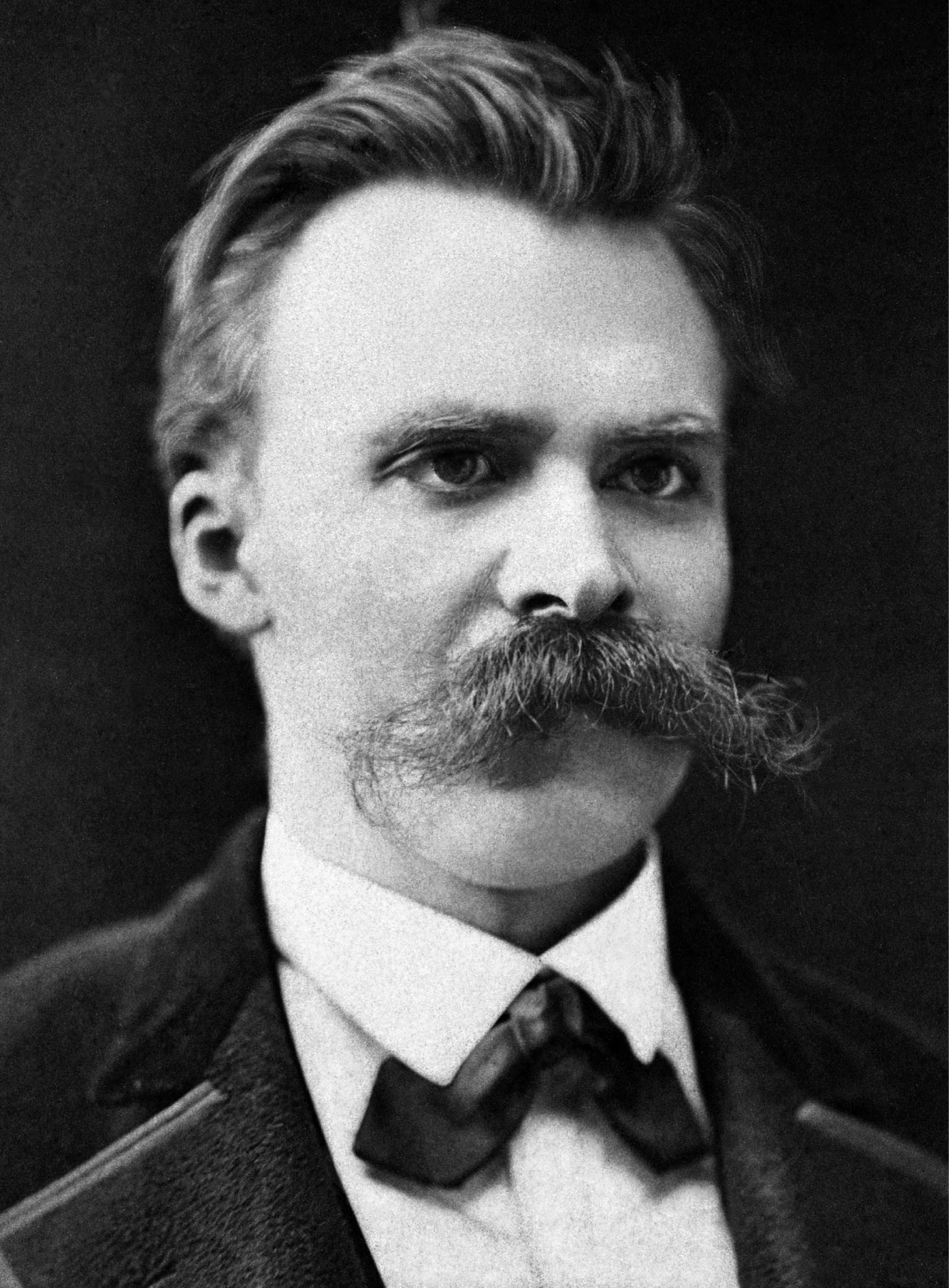
Bigote húngaro (Nietzsche hacia 1875).
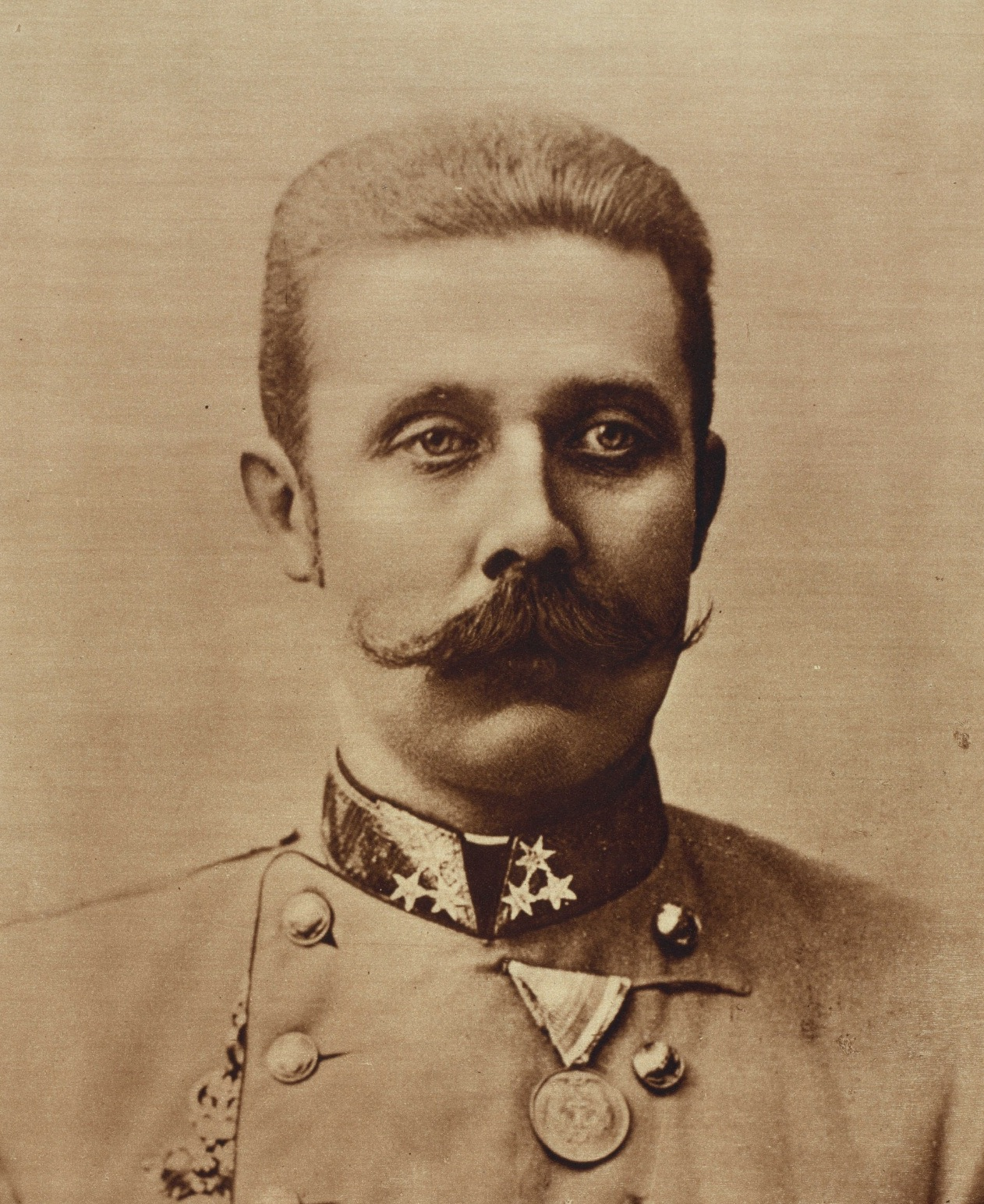
Bigote imperial llevado por el Archiduque Francisco Fernando (1863-1914).
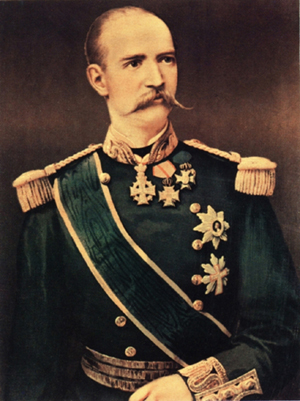
Bigote inglés. El rey Jorge I de Grecia en 1890.